# Валя-Ларге (Димбовіца)
Валя-Ларге (рум. Valea Largă) — село у повіті Димбовіца в Румунії. Входить до складу комуни Пукень.
Село розташоване на відстані 104 км на північний захід від Бухареста, 30 км на північний захід від Тирговіште, 146 км на північний схід від Крайови, 61 км на південний захід від Брашова.

## Населення
За даними перепису населення 2002 року у селі проживали 297 осіб, усі — румуни. Усі жителі села рідною мовою назвали румунську.